# GeoRAM
geoRAM fue un periférico de expansión de memoria para usar en la computadora Commodore 64 con el sistema operativo GEOS. geoRAM fue creado por Dave Durran.
Durante la escasez de chips de la década de 1980, Commodore no pudo producir suficientes unidades de expansión de RAM (eventualmente las cancelaron). El sistema operativo GEOS dependía en gran medida de RAM adicional, por lo que la compañía detrás de GEOS produjo su propio cartucho de expansión de memoria, llamado geoRAM.
Al usar un esquema de mapeado de páginas de memoria, la CPU puede acceder directamente al contenido de RAM en el cartucho, sin pasar por DMA como los cartuchos REU, que permiten transferencias de memoria entre la RAM del sistema y REU mucho más rápido que la CPU del sistema. Por lo tanto, no hay otro beneficio que la RAM adicional, y no hay mucho software que no sea GEOS que realmente lo soporte. 